# 平山文庙
平山文庙，即平山县学文庙，位于河北省石家庄市平山县城南街。创建于唐开元二十九年（741年），原在县治东，北宋崇宁二年（1103年）迁建于今址，历代多次修葺。文庙坐北朝南，占地5.4万平方米，建筑群以中轴线贯穿，自南向北有泮池、棂星门、戟门、大成殿、文凤阁等。两侧院落为东西学署。现主体结构尚存，为平山县博物馆所在地，是河北省文物保护单位。